# Кіндрат Сулима
Кіндрат Сулима (?-1640-?) — український козацький ватажок. Вважається за засновника міста Зміїв Харківської області.

## Заснування Змієва
Походження та подробиці життя Кіндрата Сулими невідомі.
В 1640 році Кіндрат Сулима, з загоном задніпрянських козаків, нападає на татар, які нишпорили по річках Можу та Мерлі. Розбивши їх Сулима, взяв багатьох в полон (серед них і хана Аксака), а інших вигнав в Донські степи. Закінчивши цю справу, він завів постійну варту на річці Мжі і влаштував невеличку фортецю. Ця фортеця, як складова передової варти проти татар, швидко перетворилася на одну з найміцніших слобідських фортець.
Навколо цієї фортеці з'являється місто, яке отримало назву від Зміїва городища. А самі ці події вважаються за народження міста, а датою заснування його вважають 1640 рік.

## Легенда про Кіндрата Сулиму
Саяний у своїй книжці «Зміївщина-Слобожанщини перлина», посилаючись як на джерело на книжку Я. І. Красюка «Історія рідного краю», надає легенду в якій фігурує Кіндрат Сулима.
Згідно з легендою на Зміївому городищі закріпилися татари на чолі з кривавим та жорстоким ханом Аксаком. Запорожцям набридло його панування і вони зібравшись пішли на нього війною. Але хан впізнавши про це, також зібрав військо зустрівши козаків у місцині де зараз Коробів Хутір. Аксак зі своїм військом раптово налетів на козаків в нерівній битві вщент розгромивши їх. З того часу де полягла козацька рать, почали називатися Козачими горами. З козаків вцілив лише один козак Кіндрат Сулима. Він був свідком, як його полковник перед смертю сказав, щоб земля напившись козацької крові перетворила її на студену воду, від якої козаки ставали би вдесятеро сильнішими. Після смерті полковника, земля дійсно увібрала в себе людську кров, а в цьому місті почав бити з землі ключ. Напився Сулима води ключової і сил в нього стало вдесятеро більше.
Після цього Кіндрат повернувся до Січі і розповів, що трапилося. На Січі збирають новий полк, на чолі якого призначають Кіндрата Сулиму. Напоївши своїх козаків з чудодійного джерела, Сулима повів їх на татар. Після запеклої битви, козаки розбивають татарське військо, а сам Аксак потрапляє до запорожців у полон. Після цих подій, козаки відбудовують сторожове укріплення.

## Вшанування пам'яті
У місті Зміїв є в'їзд Кіндрата Сулими.